# Быков, Александр Михайлович (орнитолог)
Александр Михайлович Быков (11 апреля (23 апреля) 1858, Астрахань — 1937, Батуми) — орнитолог, генерал-майор Русской Императорской Армии

## Биография
Родился 11 апреля (с. с.) 1858 г. в Астрахани Астраханской губернии. Православного вероисповедания. Окончил 1-ю классическую С._петербургскую гимназию. С юных лет увлекался изучением птиц, но по воле родителей начал военную карьеру, окончив Санкт-Петербургское пехотное юнкерское училище, затем Санкт-Петербургский гренадерский полк.
В службу вступил 1 сентября 1874 года. Прапорщик с 28 января 1878, подпоручик с 3 марта 1883, поручик с 3 марта 1887, штабс-капитан с 30 августа 1890, капитан с 6 декабря 1896, полковник с 6 декабря 1901 года.
Занимал должности: командира роты 11 лет 7 месяцев, 6 дней; командира батальона — 2 года 3 месяца; командира 10-го стрелкового полка с 11 мая 1907 по 26 мая 1911; командира 1-й бригады 19-й пехотной дивизии с 26 мая по 4 ноября 1911. с 4 ноября 1911 — генерал-майор по армейской пехоте; командир 1-й бригады 51-й пехотной дивизии.
Награды: Святого Станислава 2-й степени в 1901 году; Святой Анны 2-й степени в 1903; Святого Владимира 4-й степени в 1909: (Список генералитету по старшинству… 1913).
Александр Михайлович принял участие в кампании 1887—1888 годов. В 1890 году вместе с полком он был направлен в Варшаву.
Здесь собрал одну из самых обширных коллекций птиц Привислинского края, которая составила основу фондов зоологической коллекции Варшавского императорского университета.
С 28 февраля (с.с.) 1901 г. был утвержден в звании члена-корреспондента Зоологического музея.
4 июля 1913 года вышел в отставку в звании генерал-майора. Остается в Батуми до своей смерти в 1937 г. На протяжении всех последних лет тесно сотрудничал с Зоологическим музеем в Санкт-Петербурге